# Яніна Орлов
Яніна Орлов (швед. Janina Orlov; 10 лютого 1955, Фінляндія) — фінська шведомовна перекладачка, письменниця та літературознавиця. Професор Стокгольмського університету. 

## Біографія
У шлюбі з шведським письменником і сценаристом Ульфом Старком.

## Яніна Орлов в Україні

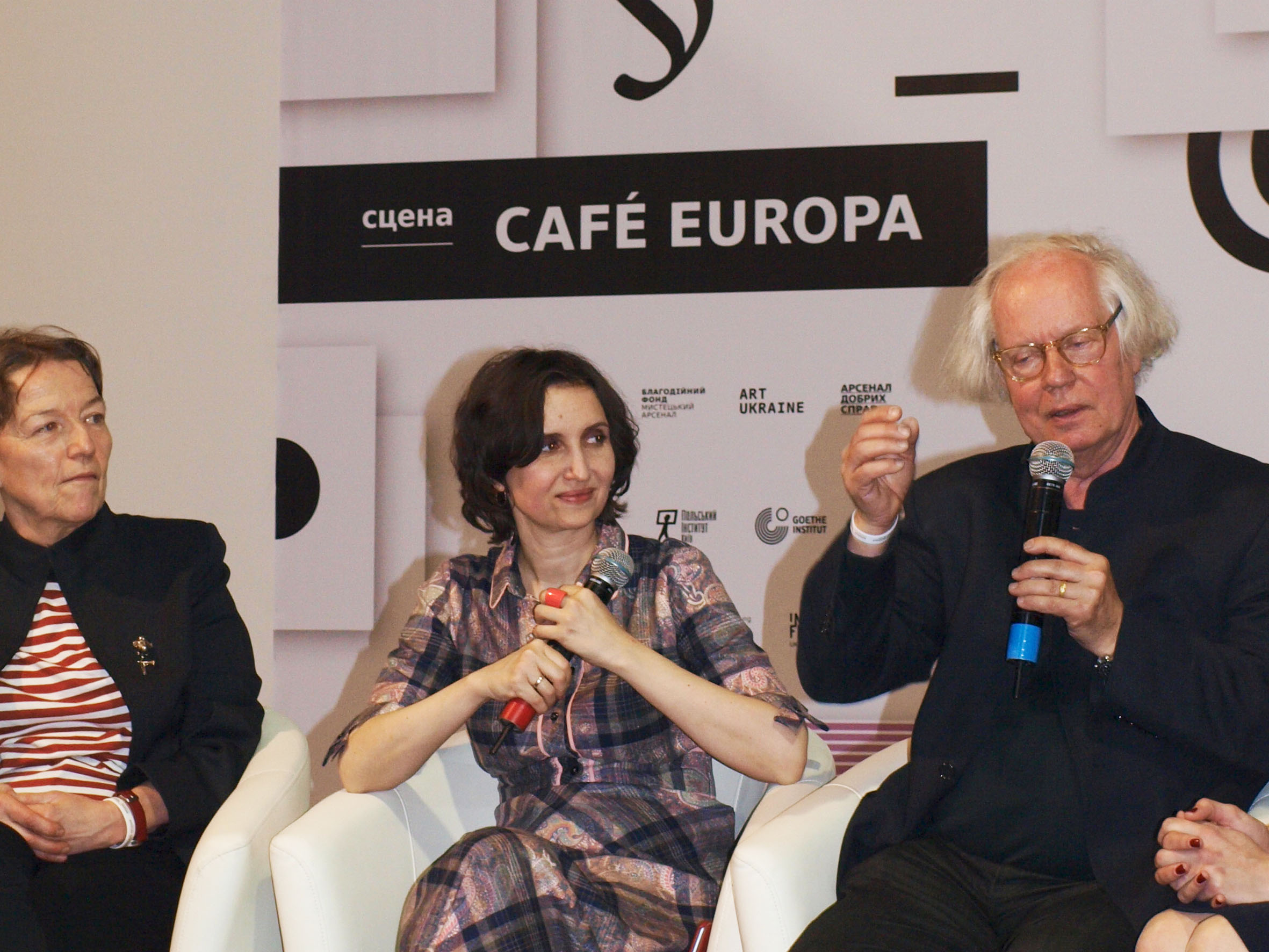
Ульф Старк, Яніна Орлов (ліворуч) і видавець Мар'яна Савка (у центрі). Київ, 2016

У квітні 2016 року за підтримки Посольства Швеції в Україні, Swedish Arts Council і Шведського інституту Яніну Орлов та Ульфа Старка запросили до Києва як почесних гостей Дитячої програми Книжкового Арсеналу.